# Ceanothus integerrimus
Ceanothus integerrimus är en brakvedsväxtart som beskrevs av William Jackson Hooker och Arn.. Ceanothus integerrimus ingår i släktet Ceanothus och familjen brakvedsväxter. Inga underarter finns listade i Catalogue of Life.

## Bildgalleri

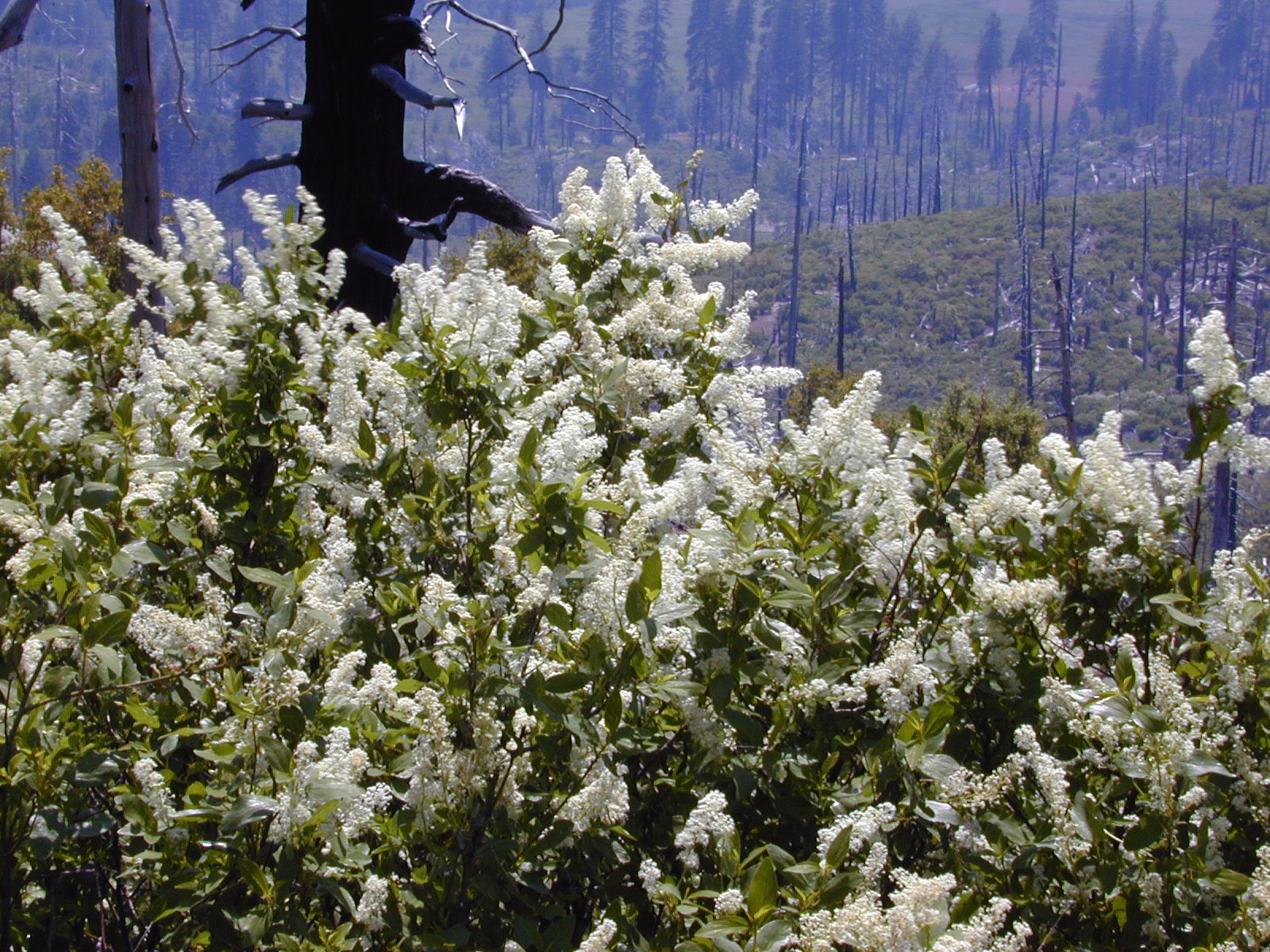
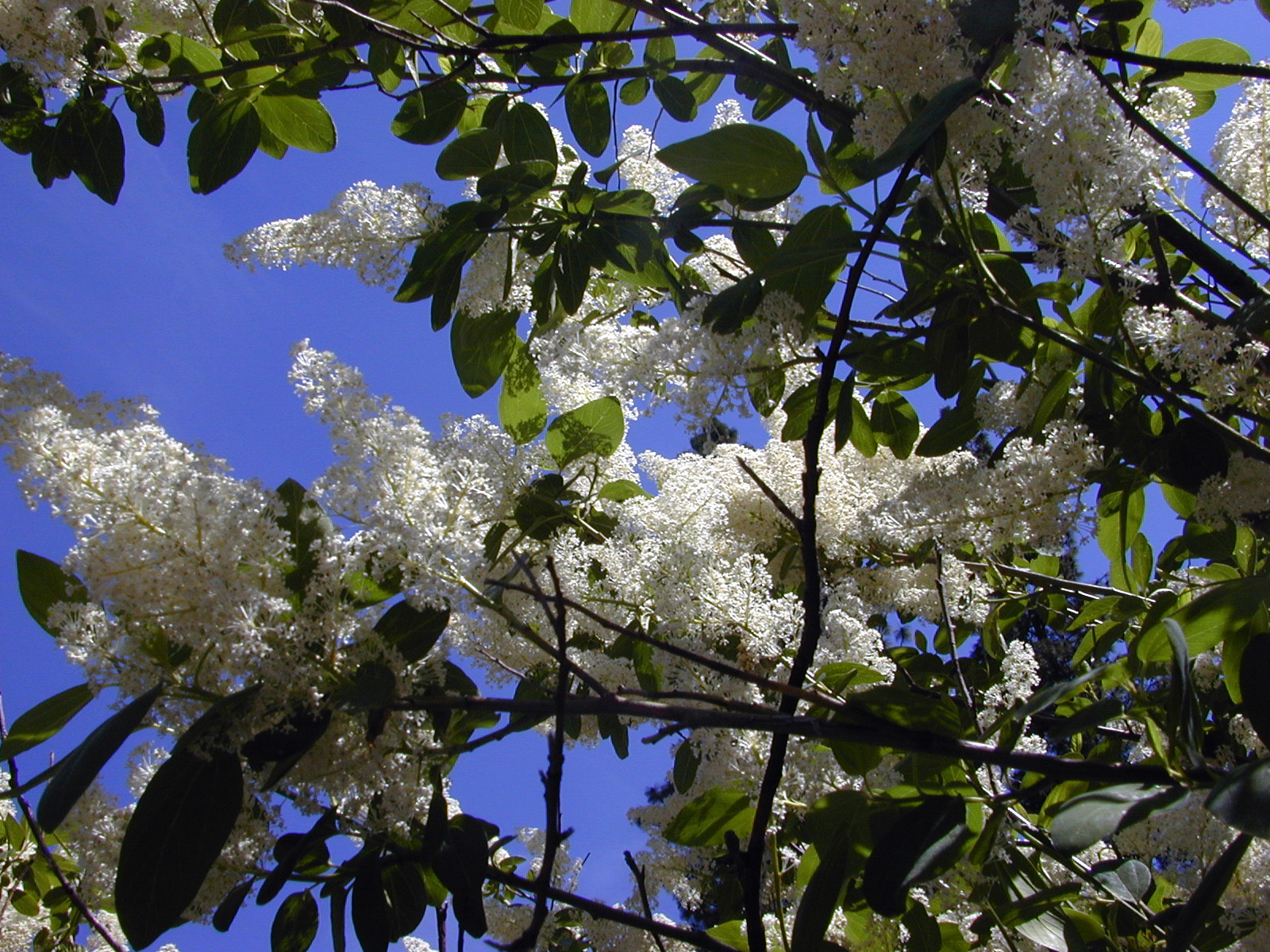
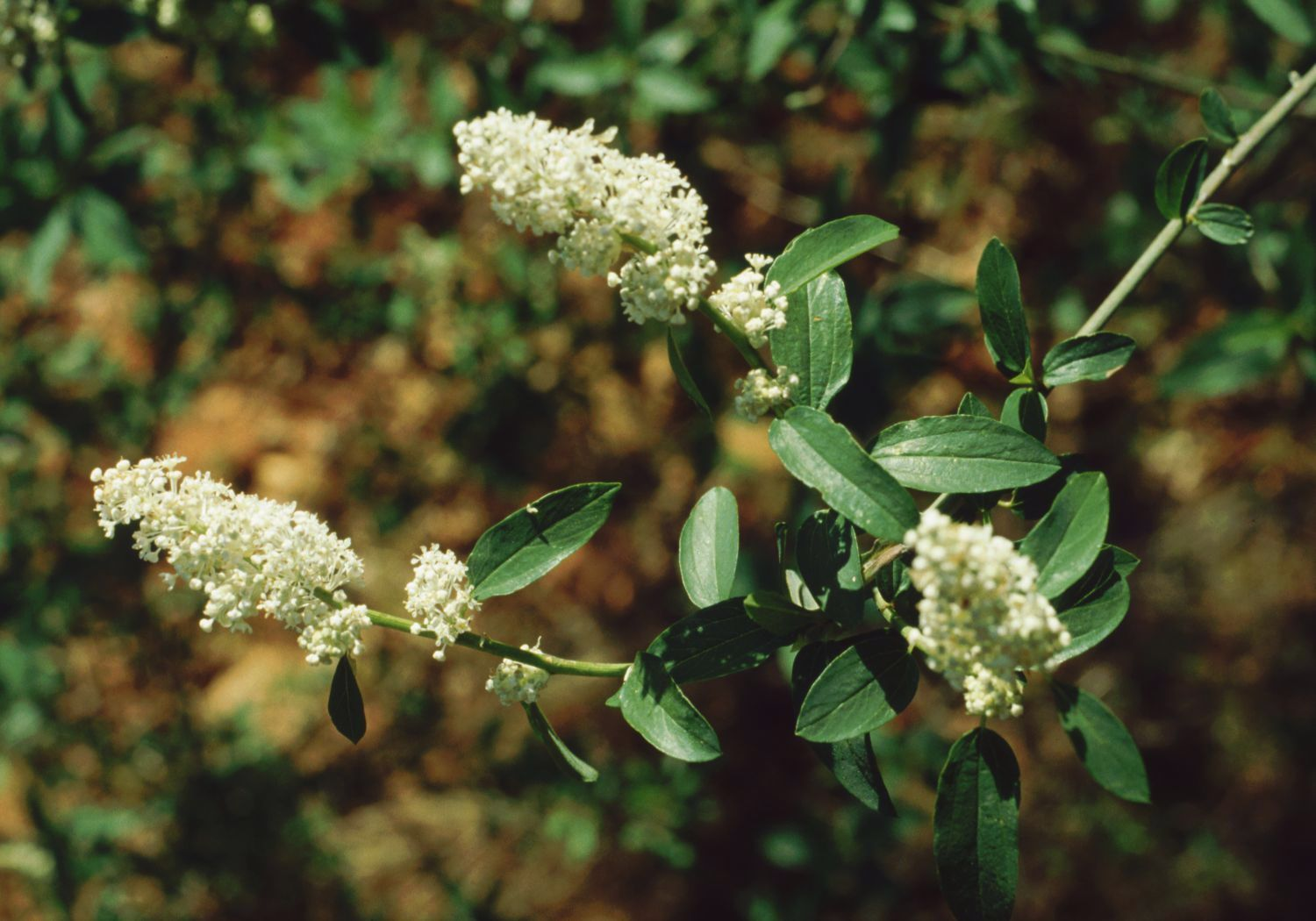
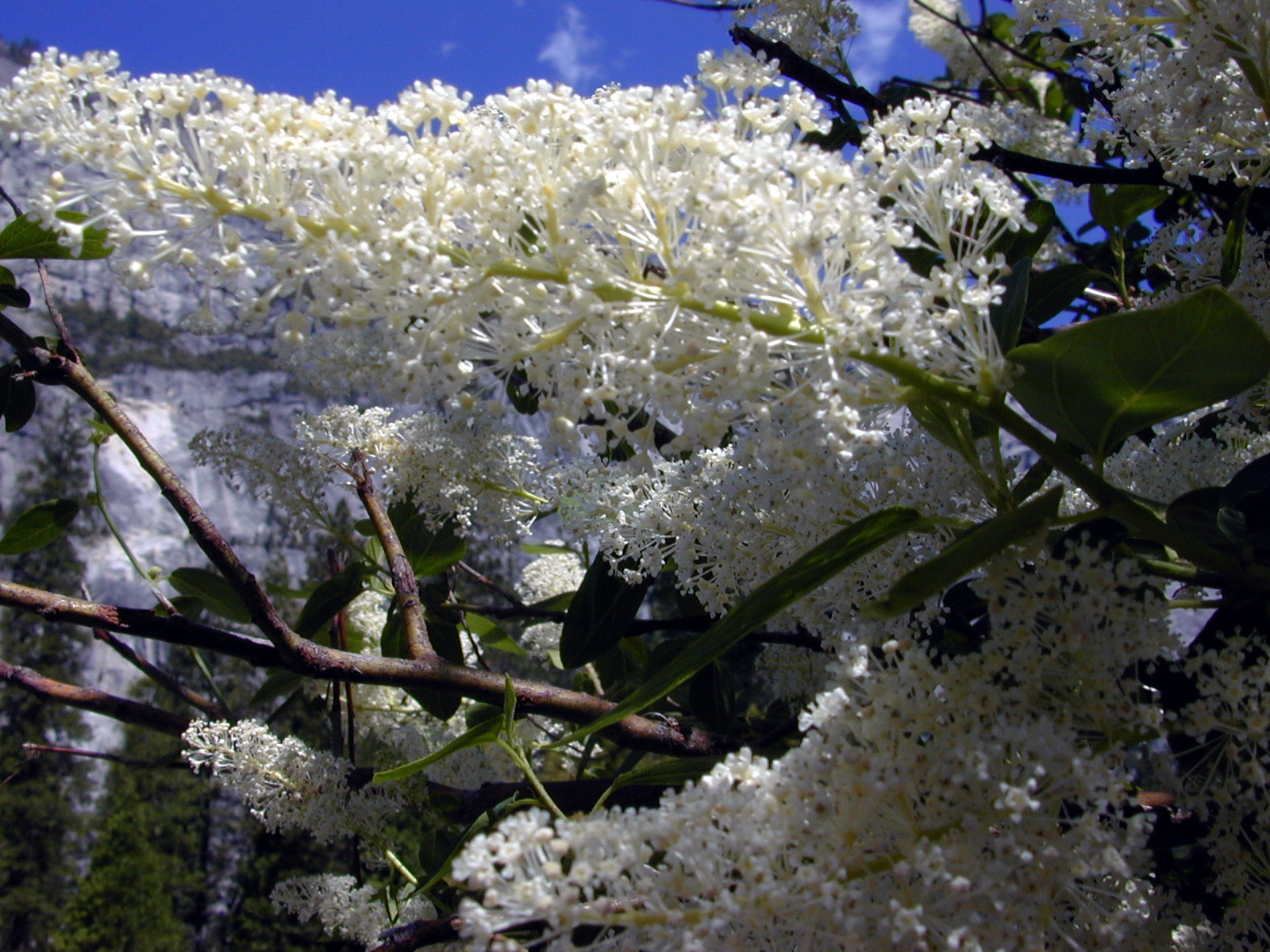